# Liste des épisodes bibliques
 (juin 2023).
Si vous disposez d'ouvrages ou d'articles de référence ou si vous connaissez des sites web de qualité traitant du thème abordé ici, merci de compléter l'article en donnant les références utiles à sa vérifiabilité et en les liant à la section « Notes et références ».
Passages célèbres des Ancien et Nouveau Testaments (dans l'ordre du texte) :

## Ancien Testament
- Création du monde (Genèse 1, 1-25)

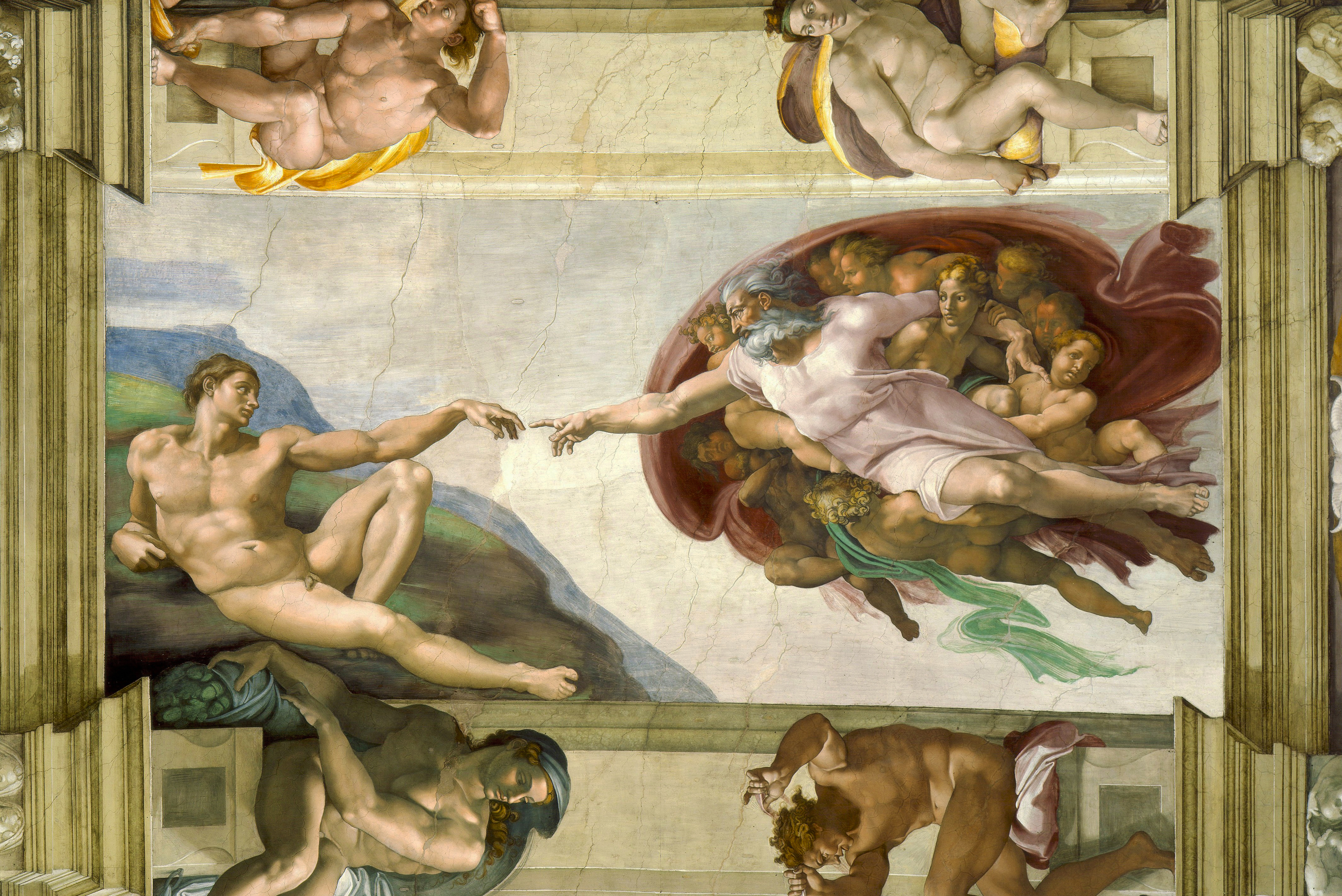
Création d'Adam - Michel Ange - Chapelle Sixtine

- création de l'homme, Adam, et de la femme, Ève (Genèse 2, 1-25)
- chute (Genèse 3, 1-24)
- Caïn et Abel (Genèse 4, 1-26)
- déluge (Genèse 6, 1-22)
- arche de Noé (Genèse 7, 1-24)
- colombe de la paix (Genèse 8, 1-22)
- ivresse de Noé (Genèse 9, 18-29)
- Bruegel l'ancien, la tour de Babel - Musée des Beaux-arts de Viennetour de Babel (Genèse 11, 1-9)

Bruegel l'ancien, la tour de Babel - Musée des Beaux-arts de Vienne

- Sodome et Gomorrhe (Genèse 18, 17 > 19, 29)
- filles de Loth (Genèse 19, 30-38)
- sacrifice d'Abraham (Genèse 22, 1-24)
- Jacob et Ésaü (Genèse 25, 19-34)
- échelle de Jacob (Genèse 28, 6-22)
- lutte de Jacob avec l'ange (Genèse 32, 23-32)
- femme de Putiphar (Genèse 39, 1-23)[1]
- vaches grasses et maigres (Genèse 41, 1-37)

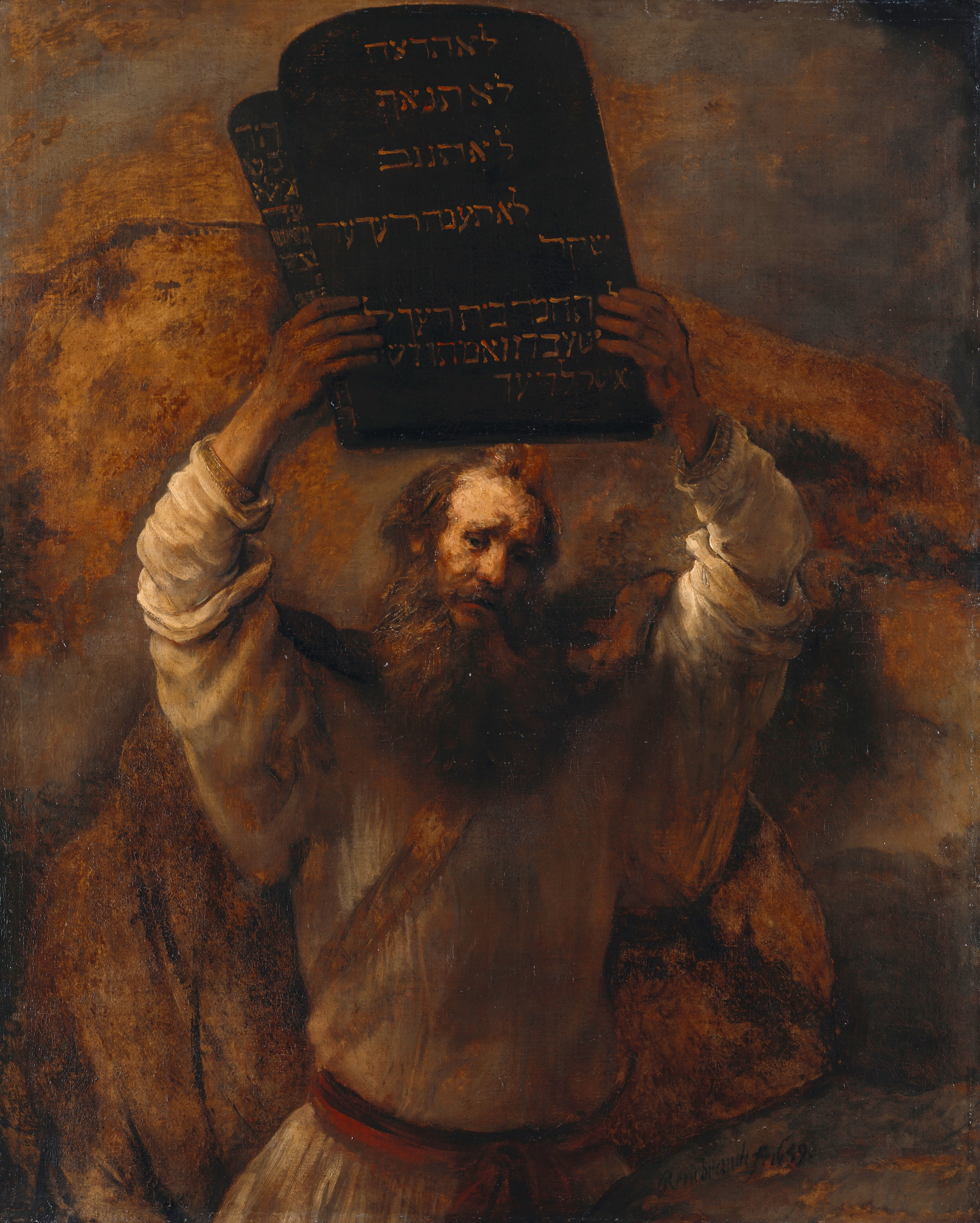
Rembrandt - Moïse et les dix commandements

- Rembrandt - Moïse et les dix commandementsMoïse sauvé des eaux (Exode 2, 1-10)
- buisson ardent (Exode 3, 1 > 4, 23)
- dix plaies d'Égypte (Exode 7, 1 > 10, 29)
- passage de la mer Rouge (Exode 14, 15-31)
- manne céleste (Exode 16, 1-36)
- dix commandements (Exode 20, 1-17)
- tables de la loi (Exode 24, 12-18)
- veau d'or (Exode 32, 1-35)
- loi du talion (Lévitique 24, 17-22)
- trompettes de Jéricho (Josué 6, 1-26)
- Dieu arrête le soleil et la lune (Josué 10, 12-14)
- Samson et Dalila (Juges 16, 1-31)[2]
- David et Goliath (1Samuel 17, 1-58)
- Bethsabée (2Samuel 11, 1 > 12, 23)
- jugement de Salomon (1Rois 3, 16-28)
- reine de Saba (1 Rois 10, 1-13)

## Nouveau Testament

### Conception, Nativité et Enfance

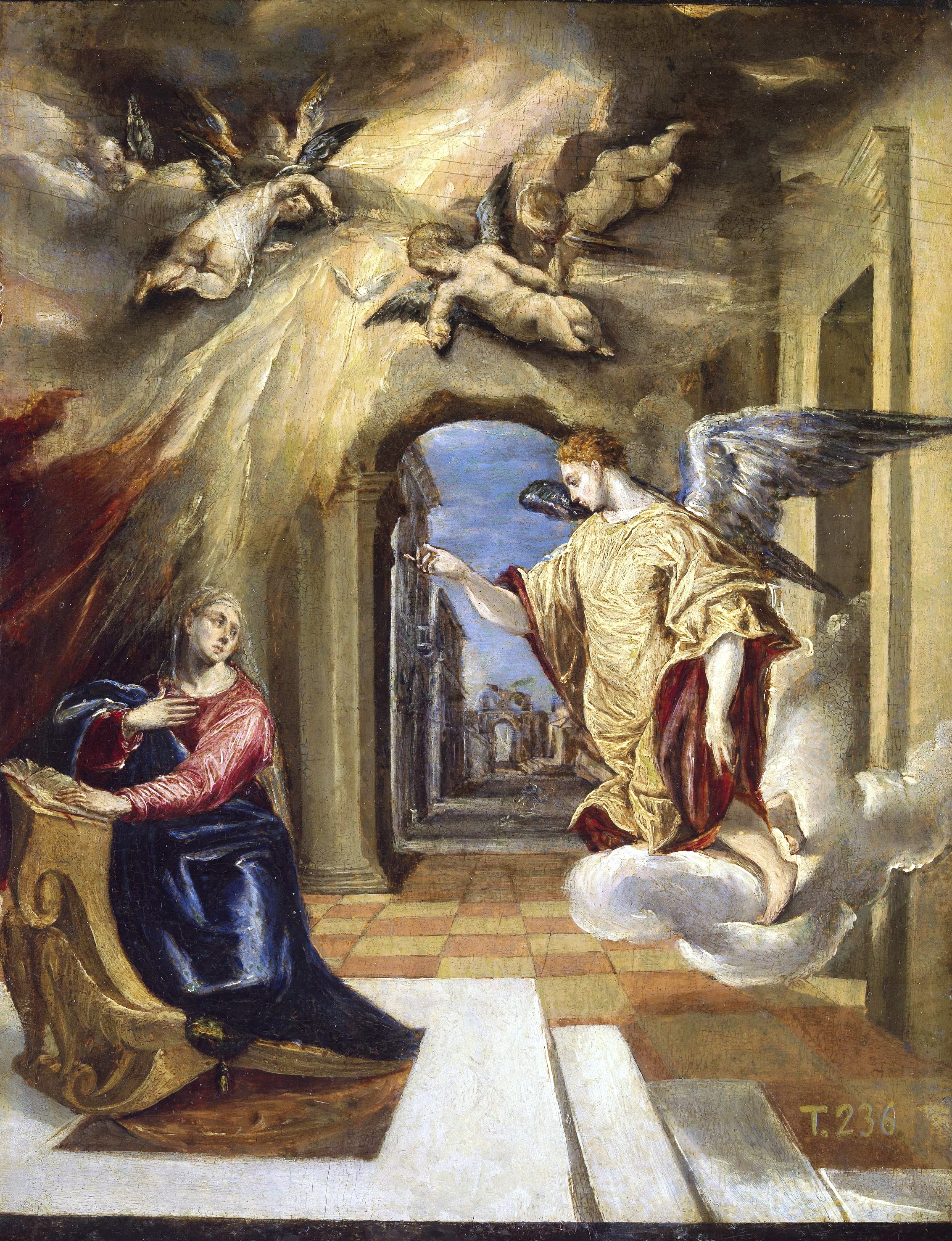
Annonciation, par El Greco, Musée du Prado

- Annonciation et Conception Matthieu 1, 20+ ; Luc 1, 34, : Matthieu1, 18+ ; Is 7, 14 (version de la Bible de Jérusalem)
- l'intention de Joseph de répudier Marie : Mt 1. 19
- Nativité Évangile selon Luc 2,1-7 ;  Matthieu (2,1-7)
- Annonce aux bergers de la naissance du Christ : Luc (2)
- Adoration des bergers, Luc (2:8-20)
- Adoration des mages, Matthieu (2, 1-12)
- Fuite en Égypte : Matthieu (2, 13-23)

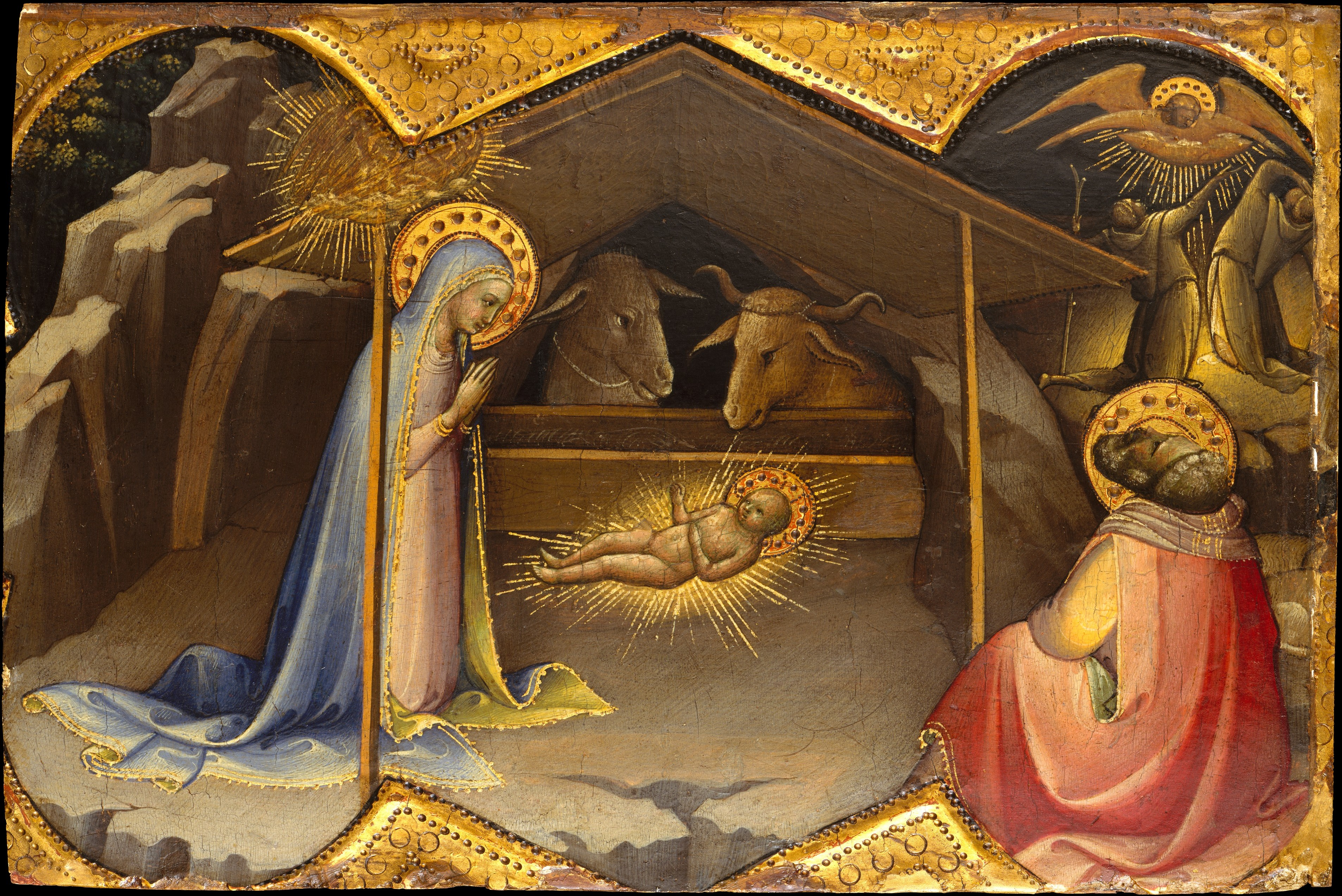
Lorenzo Monaco, Nativité

- Lorenzo Monaco, NativitéMassacre des Innocents : Matthieu (2:16-18)
- Retour à Nazareth : Matthieu 2, 21–23
- Evangiles de l'enfance : Matthieu(1-2) et Luc (1-2)
- Circoncision : Luc (2. 22-24)
- Présentation de Jésus au Temple : Luc (2:21-40).
- Disparition de Jésus / Jésus parmi les docteurs : Luc 2, 41-52.
- Baptême du Christ par Jean-Baptiste dans le Jourdain : Matthieu (3, 13-17) ; Marc (1, 9-11) ; Luc (3, 21-22)
- La tentation de Jésus et le jeûne des 40 jours dans le désert : Marc1, 12-13 ; Matthieu 4 ,1-11 ; Luc 4, 1-13

- Généalogie du Christ : : Matthieu (1,1-17) et Luc (3,23-38).

### Jésus et les apôtres
- Guérison d'un possédé à Capharnaüm : Marc, chapitre 1, versets 21 à 28:
- Guérison d'un lépreux : Matthieu 8,1-4, Marc 1,40-45 et Luc 5,12-16
- Guérison d'un paralytique : Marc, chapitre 2, versets 1 à 12
- Le Sel de la Terre : Matthieu, chapitre 5, verset 13
- Parabole de la Lampe : Matthieu, chapitre 5 versets 14 et 15
- Parabole des Oiseaux du ciel : Matthieu (6:25-33) et Luc (12:22-32)
- Parabole du Lis : Matthieu, chapitre 6, versets 28 à 34
- Parabole de la Paille et la Poutre : Matthieu chapitre 7, versets 3 à 5 et Luc, 6, versets 41 à 45
- Parabole de la Maison bâtie sur le roc : Matthieu, chapitre 7, versets 21 à 27
- Guérison d'un serviteur d'un centurion : Matthieu (8:5-13) ; Luc (7:1-10) - et aussi Miracle du fils d'un officier Jean (4:46-54)
- Guérison de la belle-mère de Pierre : Matthieu, chapitre 8, versets 14 et 15
- Exorcismes à Capharnaüm : Matthieu, chapitre 8, versets 16 et 17
- Parabole de la Semence : Marc, chapitre 4, versets 26 à 29
- Miracle de la tempête apaisée : Marc, chapitre 4, versets 35 à 41 ; Matthieu, chapitre 8, versets 23 à 27 ; Luc, chapitre 8, versets 22 à 25
- Expulsion des démons chez les Gadaréniens : Matthieu, chapitre 8, versets 28 à 34
- La Pièce à un habit : Matthieu, chapitre 9, verset 16
- parabole des Outres neuves : Matthieu, chapitre 9, verset 17la pêche miraculeuseEvangiles et les quatre évangélistes

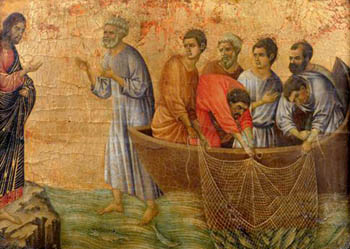
la pêche miraculeuse

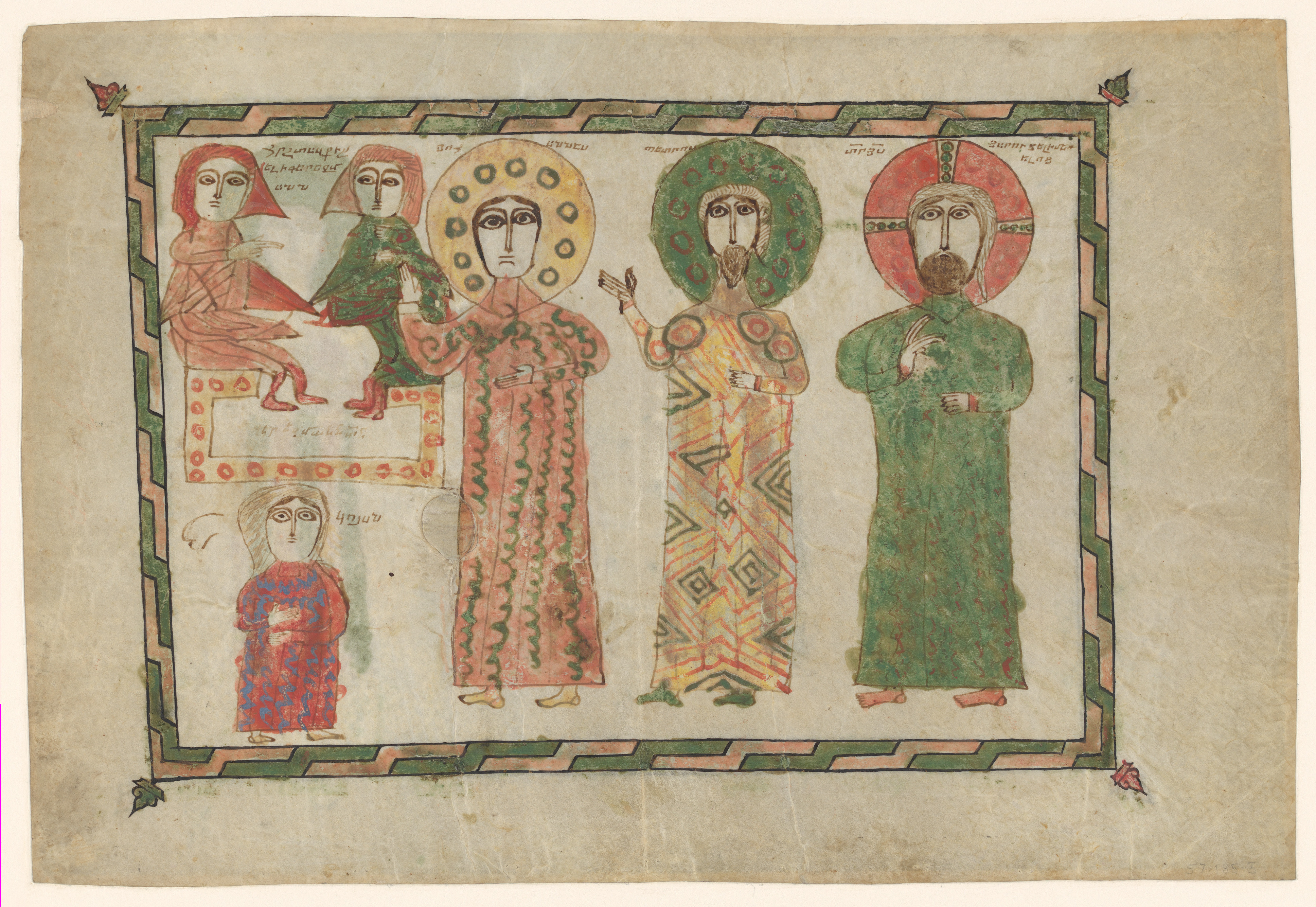
Evangiles et les quatre évangélistes

- Résurrection de la fille de Jaïre : Marc 5:21-43, Matthieu 9:18-26 et Luc 8:40-56.
- Guérison de la Femme hémorroïsse : Matthieu, chapitre 9, versets 20-22 ; Marc, chapitre 5, versets 25-34
- Guérison de l'aveugle près de Jéricho Marc (10:46-52) et Luc 18 :35-43 ou Guérison de deux aveugles en Galilée Matthieu (9 :27-31)
- Guérison d'un démoniaque muet : Matthieu, chapitre 9, versets 32 à 34
- Le Choix des douze :  Matthieu (10, 1–4), Marc (3, 13–19), Luc (6, 12–16)
- Les Enfants sur la place publique :  Matthieu (11:16-19) et Luc (7:31-35)
- Guérison de l'homme à la main paralysée : Matthieu, chapitre 12, versets 9 à 13
- Exorcisme sur un aveugle muet : Matthieu, chapitre 12, versets 22 à 28
- Le Semeur :  Matthieu XIII, 1-23 [archive] ; Marc IV, 1-20 [archive] ; Luc VIII, 4-15
- Parabole du bon grain et de l'ivraie : Matthieu, chapitre 13, versets 24 à 30
- Le Levain : Matthieu, chapitre 13, verset 33
- Parabole du trésor caché : Matthieu 13. 44
- Parabole de la perle : Matthieu, 13:45-46
- Parabole du filet : Matthieu chapitre 13, versets : 47 à 50
- Parabole du semeur : Matthieu XIII, 1-23 ; Marc IV, 1-20 ; Luc VIII, 4-15
- Parabole du grain de Sénevé : Matthieu, chapitre 13, versets 31 et 32 - Marc 4,30-32 et Luc 13,18-19
- Descente à Capharnaüm Luc (4,31-32)
- Mort de jean le Baptiste  Marc (6, 21-28) ; Matthieu (14, 1-11) et Luc (3,19-20)
- Guérison du sourd-muet de Décapole : Marc, chapitre 7, versets 31 à 37
- Guérison de l'aveugle de Bethsaïde : Marc 8:22-26
- Les foules à la suite de Jésus : Luc (6,17-19) ; Marc (3,7-12)
- Multiplication des pains : Matthieu, chapitre 14, versets 14 à 21, puis à nouveau 15, 32-38 - Marc 6, 34-44, puis à nouveau Marc 8, 1-9 - Luc 9, 12-17 - Jean 6, 5-14.
- Jésus et la femme adultère, Jean (chapitre 8 versets 1 à 11)[3]
- Jésus et la Samaritaine Jean (IV, 1-30)
- Pêche miraculeuse : Luc (5,1-11)
- Guérison à la piscine de Béthesda : Jean, chapitre 5, versets 1 à 18
- Jésus marche sur les eaux : Jean chapitre 6 versets 16 à 21 ; Marc, chapitre 6, versets 47 à 51 ; Matthieu chapitre 14, versets 22 à 33.
- Discours dans la plaine : Luc - aussi rapporté comme Sermon sur la montagne, ou Discours sur la montagne : Matthieu chapitres 5, 6 et 7. On trouve dans ces discours des textes importants : Béatitudes, prière du Notre Père, contre la Loi du talion« si quelqu'un te gifle sur la joue droite, tends-lui aussi l'autre », ainsi que la version de Jésus de la Règle d'or, aussi appelé grand commandement : Luc (10,25-28). « Tu aimeras ton prochain comme toi-même. » cité d'après le Lévitique (Lv 19,18). Jésus fait également référence au « sel de la terre », à « la lumière du monde » Jean (8-12)

- Résurrection du fils de la veuve de Naïm : Luc (7,11-17)
- Parabole des débiteurs : Luc, chapitre 7, versets 41 à 43
- Marie-Madeleine - La pécheresse pardonnée : Luc (7,36-50) - rapprochée de Marie de Béthanie (Luc 10:39) et de la pécheresse anonyme qui oint le Christ de parfum (Luc 7:36-50),
- Jésus et la femme adultère : Jean 8,1-11
- Guérison d'un aveugle-né : Jean, chapitre 9, versets 1 à 12
- Guérisons en nombre à Génésareth : Matthieu, chapitre 14, versets 34 à 36
- Guérison de la fille d'une Cananéene : Matthieu, chapitre 15, versets 21 à 28
- Transfiguration : Matthieu 17,1-9, Marc 9,2-9, Luc 9,28-36
- Le bon Samaritain : Luc (10,29-37).
- Résurrection de Lazare : Jean (11:1–44)
- Marthe et Marie : Luc (10,38-42)
- Parabole de l’ami importun : Luc (11,5-8)
- Parabole de l'Homme riche : Luc, chapitre 12, versets 15 à 21
- Le Retour du maître : Luc, chapitre 12, versets 35 à 40
- Guérison d'un épileptique : Matthieu, chapitre 17, versets 14 à 21
- Pièce dans la bouche d'un poisson : Matthieu (17:24-27).
- Dernière montée à Jérusalem : Luc (9,51) ; Marc (10,1)
- Jésus et le jeune homme riche : Matthieu (19,16–30), Marc (10, 17–31) et Luc (18,18–30).
- Parabole des deux fils : Matthieu (21, 28-32)
- Parabole des Vignerons infidèles :  Matthieu (Mt 21, 33-46) ;  Marc (Mc 12, 1-12) ; Luc (Lc 20, 9-19)
- Parabole de l'économe fidèle et avisé : Luc, chapitre 12, versets 42 à 48
- Miracle du figuier stérile : Luc (13,6-9).
- Guérison d’une femme courbée : Luc (13,10-17)
- Parabole de la Porte étroite : Luc, chapitre 13, versets 24 à 29
- Guérison d'un hydropique : Luc (14,1-6).
- Parabole des noces : Matthieu, chapitre 22, versets 1 - 14 « il y a beaucoup d'appelés, mais peu d'élus » ; à rapprocher de la Parabole du grand souper : Luc, chapitre 14, versets 16 - 24
- La Tour inachevée ou la Guerre imprudente du roi : Luc chapitre 14, versets 26 à 33
- Les trois paraboles de la miséricorde ou paraboles de la rédemption : Luc (15,1-32).
  - Parabole de la Drachme perdue : Luc chapitre 15 versets 8 à 10
  - Parabole de la brebis perdue : Matthieu (18,12-14)
  - Parabole du fils prodigue : Luc 15:11–32
- Parabole du riche et de Lazare : Luc 16:19–31
- Parabole du serviteur revenant des champs ou les Serviteurs inutiles : Luc, chapitre 17, versets 7 à 10

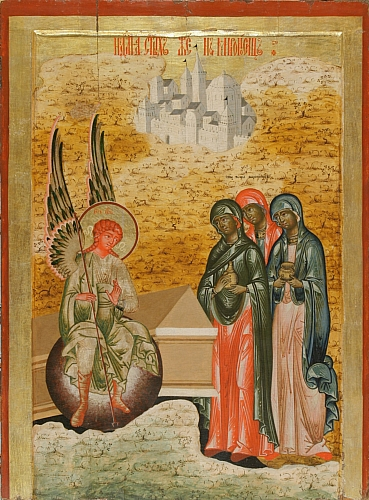
Icône orthodoxe des myrophores au Saint Sépulcre, (Kizhi, Russie, xviii^{e} siècle). Pour oindre le corps du défunt, Matthieu, Marc et Jean évoquent la présence de Marie de Magdala. Matthieu ajoute "l'autre Marie" (Marie Jacobé ou Marie Salomé la femme de Zébédée). Luc ajoute Jeanne et Marie, mère de Jacques)

- Icône orthodoxe des myrophores au Saint Sépulcre, (Kizhi, Russie, xviiie siècle). Pour oindre le corps du défunt, Matthieu, Marc et Jean évoquent la présence de Marie de Magdala. Matthieu ajoute "l'autre Marie" (Marie Jacobé ou Marie Salomé la femme de Zébédée). Luc ajoute Jeanne et Marie, mère de Jacques)Parabole de la Dette : Matthieu, chapitre 18, versets 23 à 35
- Parabole des Ouvriers de la onzième heure : Matthieu, chapitre 20, versets 1 à 16
- Parabole du Figuier : Matthieu 24, 32-35 ; Marc 13, 28-31 ; et Luc 21, 29-33
- Parabole du Maître de maison : Marc, chapitre 13, versets 33 à 37
- L’onction à Béthanie de Marc 14,3-9
- Parabole des vierges folles et les vierges sages :  Matthieu, chapitre 25, versets 1 à 13
- Parabole de l'intendant infidèle et ses suites : Luc (16,1-15)
- Sermon sur la montagne : Matthieu(6,24)
- Lazare et le mauvais riche : Luc(16,19-31)
- Guérison du fils d'un officier : Jean, chapitre 4, versets 46 à 54
- Guérison à la piscine de Béthesda : Jean, chapitre 5, versets 1 à 18
- Puissance de la foi : Luc(17,5-6)
- Servir avec humilité : Luc(17,7-10)
- Guérison des dix lépreux : Luc(17,11-19)
- La venue du Royaume : Luc(17,20-21)
- Parabole du juge inique : Luc (18,1-8)
- Parabole du Pharisien et du publicain (18,9-14)
- Zachée à Jéricho : Luc (19,1-10)
- Parabole des Talents ou parabole des Dix mines : Luc (chapitre 19, versets 11-27) ; Matthieu, chapitre 25, versets 14 à 30
- Noces de Cana : Jean, 2,1-11)
- Expulsion des marchands du Temple : Matthieu, XXI, 12-13 ; Marc, XI, 15-17 ; Luc, XIX, 45-46 ;  Jean, II, 14-16

### Passion du Christ

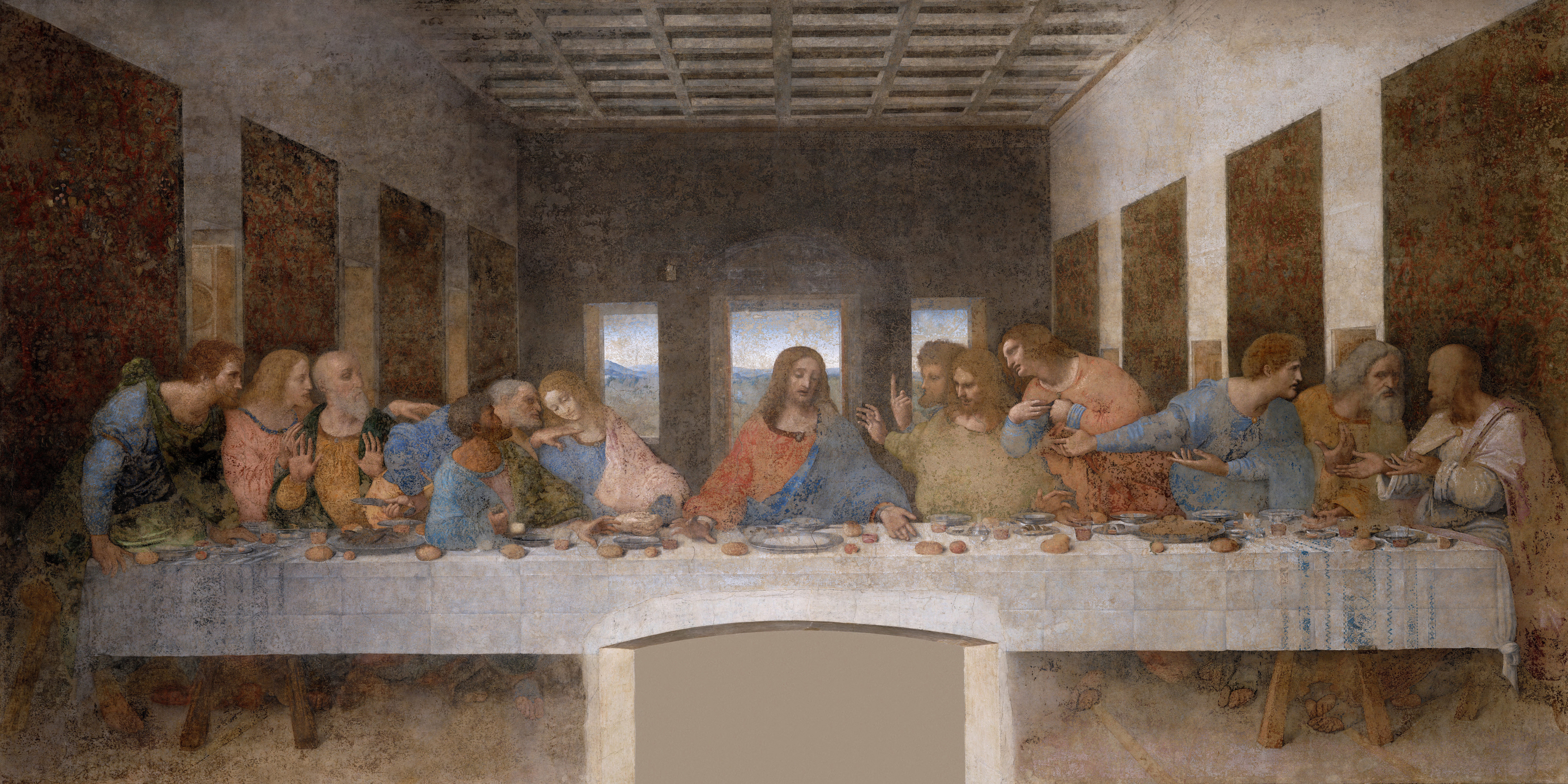
La dernière cène, Lonardo Da Vinci

- Cène : Matthieu26, 20-25, Marc14, 17-21, Lc 22, 21-23, Jn 13, 21-30
- Eucharistie :  Matthieu (26, 26-28)
- Discours de la Cène (Jn, chapitres 14 à 17) « Aimez-vous les uns les autres comme je vous ai aimés » (Jn, 15, 12).
- Discours sur le mont des Oliviers : Marc 13, Matthieu 24 et Luc 21.
- l'Agonie dans le jardin des oliviers,
- Arrestation de Jésus Marc 14, Matthieu 26-27, Lc 22-23 et Jn 18.

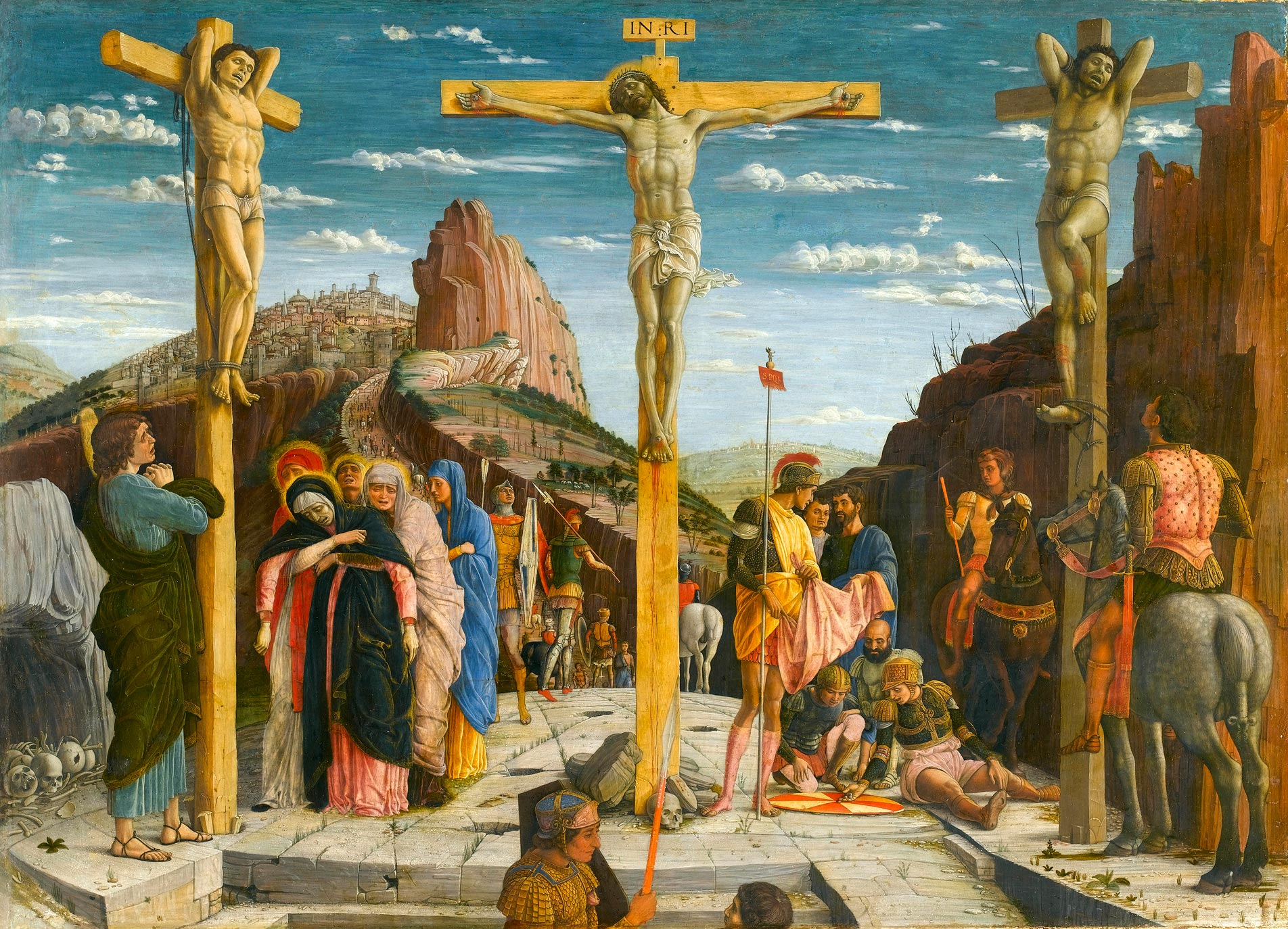
Andrea Mantegna - Crucifixion - Musée du Louvre

- Andrea Mantegna - Crucifixion - Musée du LouvreBaiser de Judas :  Matthieu, chapitre 26 - Marc, chapitre 14 - Luc , chapitre 22
- Jésus est présenté au grand prêtre Caïphe et condamné par le Sanhédrin ;
- Outrages - Reniement de Pierre : Matthieu 26-34 ; Marc 14-30 ; Luc 22-34 ; Jean 13, 38.
- Procès de Jésus :  Marc 14, Matthieu 26-27, Lc 22-23 et Jn 18
- Jésus jugé par Pilate Flagellation et couronnement d'épines ;
- Pilate laisse le choix à la foule de libérer Barabas ou Jésus : Matthieu (27, 24)
- Pilate présente Jésus en prononçant "Ecce homo" : Jean (19:5)
- Chemin de croix
- Jésus prend sa croix ;
- Jésus tombe une première fois
- Simon de Cyrène aide Jésus à porter la croix ;
- Sainte Véronique essuie le visage de Jésus ;
- Jésus tombe pour la deuxième fois ;
- Jésus rencontre les femmes de Jérusalem qui pleurent Matthieu (27, 55-56)
- Jésus tombe pour la troisième fois
- Jésus est dépouillé de ses vêtements et abreuvé de fiel ;
- Jésus est cloué sur la croix ;
- Jésus promet son royaume au bon larron ;
- Jésus confie sa mère à Jean : Jean 19,26-27
- Sept paroles de Jésus en croix : Matthieu 27, 46 ; Marc 15, 34 ; Luc 23, 46 ; Jean 19, 30
- Jésus meurt sur la croix
- Percement du flanc par la lance de Longinus : Jean (19, 34-35)
- Descente de croix
- Partage des vêtements de Jésus : Marc 15,24, Matthieu 27,35 et Luc 23, 34
- Mise au tombeau par Joseph d'Arimathie et Nicodème Jean 19:38-42 ; Matthieu 26, 17-19
- Descente aux enfers : Actes 2:31
- Résurrection du Christ

## Après la résurrection

### Le jour de la résurrection
- Apparition du Christ à Marie de Magdala Noli me tangere Marc 16:9-11 ; Jean 20:11-18
- Apparition du Christ aux femmes revenant du sépulcre (Matt. 28:8-10)
- Apparition du Christ à Pierre (Luc 24:34 ; 1 Cor. 15:5)
- Apparition du Christ aux deux disciples sur le chemin d’Emmaüs (Marc 16:12 ; Luc 24:13-32)
- Apparition du Christ aux dix apôtres, en l’absence de Thomas (Judas s’était suicidé) (Luc 24:36- 43 ; Jean 20:19-23).

### pendant les 40 jours
- aux onze apôtres (Thomas compris), le dimanche suivant (Jean 20:26 ; 1 Cor. 15.5)
- à sept disciples au bord du lac de Tibériade (Jean 21)
- aux onze disciples sur une montagne en Galilée (Matt. 28:16-20)
- à plus de cinq cents frères à la fois (1 Cor. 15:6)
- à Jacques, le frère du Seigneur (1 Cor. 15:7)
- aux apôtres et aux disciples sur le mont des Oliviers avant son ascension (Marc 16:19, 20 ; Luc 24:44-53 ; Act. 1:3-12).

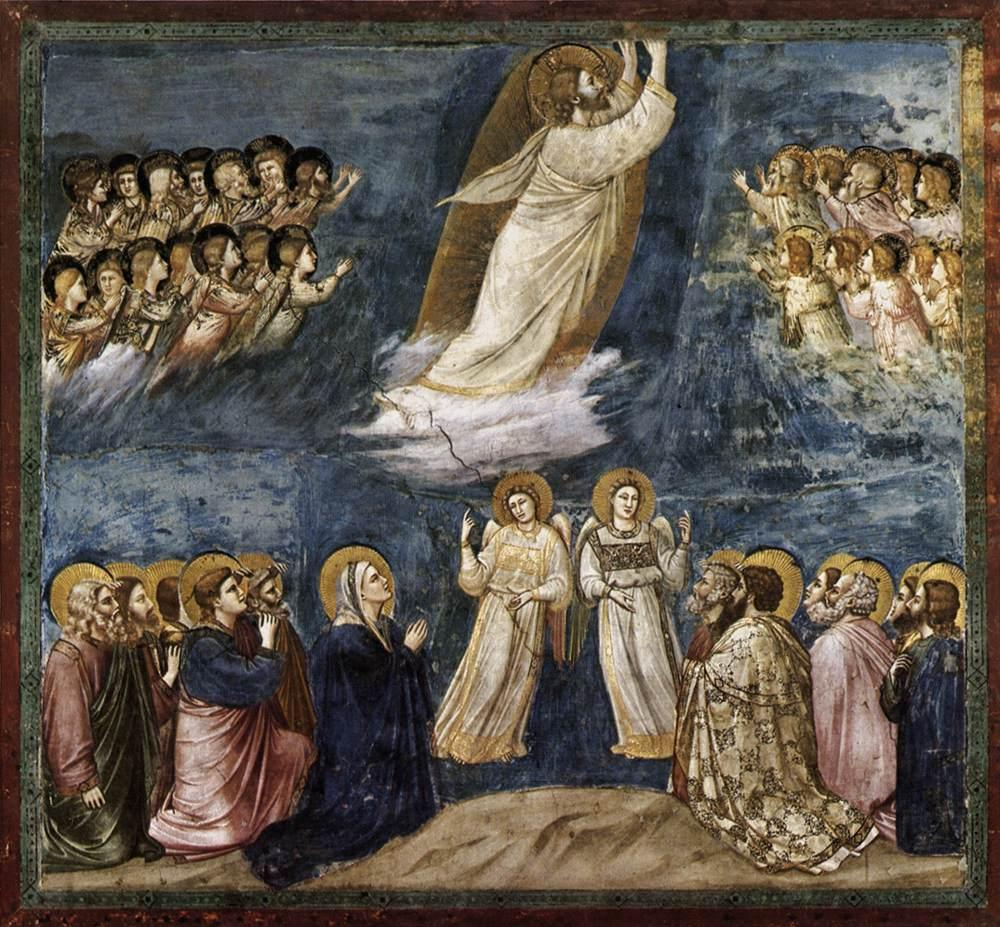
Ascension, par Giotto

- Pentecôte - Actes 2:1-4
- Ascension Luc (24,9-53).

### Après son élévation dans le ciel
- à Étienne, avant qu’il soit lapidé (Act. 7:55-60)
- à Saint-Paul de Tarse sur le chemin de Damas (Act. 9:3-8 ; 1 Cor. 9:1 ; 15:8)
- à Jean sur l’île de Patmos (Apoc. 1:10-18)